# Auguste de Beauharnais, al 2-lea Duce de Leuchtenberg
Auguste Charles Eugène Napoléon de Beauharnais, al 2-lea Duce de Leuchtenberg (9 decembrie 1810 – 28 martie 1835) a fost primul soț al reginei Maria a II-a a Portugaliei. De asemenea, a fost de drept Duce de Leuchtenberg, Prinț de Eichstätt și Duce de Santa Cruz.

## Biografie

Blazonul ca Duce de Leuchtenberg

Bunicul din partea mamei, regele Maximilian I de Bavaria, i-a acordat lui Eugène titlul de "Duce de Leuchtenberg" la 14 noiembrie 1817, după pierderea din anul 1815 a titlurilor sale napoleoniene. În ciuda promisiunii unui principat independent introdus în tratatul final, Congresul de la Viena a fost suspendat fără a crea un stat pentru Eugène, așa că Auguste și frații lui nu au avut nici o moștenire. Titlului ducal de Leuchtenberg i-a fost adăugat ca zestre domeniul Eichstätt de către regele Maximilian. 
La 4 februarie 1831 Leuchtenberg a fost unul dintre cei trei candidați pentru tronul Belgiei nou-independente. Dar în alegerea de către Congresul Național belgian, Auguste a ocupat locul al doilea, după fiul mai mic al regelui Franței, Louis, Duce de Nemours, deși înaintea candidatului Habsburg, Arhiducele Carol, Duce de Teschen.
S-a căsătorit prin procură la 1 decembrie 1834, la Munchen, cu regina Maria a II-a a Portugaliei. Inițiatoarea acestei căsătorii a fost împărăteasa Braziliei, Amélie de Leuchtenberg. A doua soție a împăratului Pedro I al Braziliei a fost mama vitregă a tinerei regine, dar, de asemenea, sora mai mică a lui Augustus de Leuchtenberg.
Tânărul a devenit prinț al Portugaliei și a primit titlul brazilian de duce de Santa Cruz. Ceremonia veritabilă a avut loc la 26 ianuarie 1835 la Lisabona. A decedat la Lisabona la 28 martie 1835 de difterie, la doar două luni după nuntă și nu a avut moștenitori.
Întotdeauna susținută de liberali, tânara regina s-a căsătorit anul următor cu Prințul Ferdinand de Saxa-Coburg-Kohary, un văr al reginei Victoria a Regatului Unit.